# Cancro do rim
Cancro do rim (português europeu) ou câncer renal (português brasileiro) é um grupo de cancros que se formam nos rins. Os sintomas mais comuns são a presença de sangue na urina, um nódulo no abdómen ou dor nas costas. Entre outros possíveis sintomas estão febre, perda de peso e cansaço. Entre as possíveis complicações estão metástases nos pulmões ou no cérebro.
Os principais tipos de cancro do rim são o carcinoma de células renais (CCR), o carcinoma de células transicionais (CCT) (ou carcinoma urotelial) e o tumor de Wilms (ou nefroblastoma). Os CCR correspondem a cerca de 80% de todos os casos de cancro no rim, sendo a maioria dos restantes casos causados por carcinomas uroteliais. Entre os fatores de risco para CCR e CCT estão fumar, alguns analgésicos, antecedentes de cancro da bexiga, sobrepeso, hipertensão arterial, alguns produtos químicos, antecedentes familiares da doença. Entre os fatores de risco para o tumor de Wilms estão antecedentes familiares e algumas doenças genéticas como a síndrome WAGR. Pode-se suspeitar do diagnóstico com base nos sintomas, em análises à urina e exames imagiológicos, sendo confirmado por biópsia aos tecidos do tumor.
O tramento pode consistir em cirurgia, radioterapia, quimioterapia, imunoterapia e terapia dirigida. Em 2018 ocorreram em todo o mundo 403 300 novos casos de cancro do rim e a doença causou a morte a 175 000 pessoas. A doença é mais comum após os 45 anos de idade e afeta mais homens do que mulheres. Nos Estados Unidos, a taxa de sobrevivência a cinco anos global em 2015 foi de 75%. A taxa de sobrevivência a cinco anos dos cancros que se encontram restritos aos rins é de 93%, a dos que já se espalharam para os gânglios linfáticos próximos é de 70%, enquanto a dos cancros com metástases é de 12%.

## Sinais e sintomas
Os sinais ou sintomas possíveis incluem:
- Sangue na urina (urina rosa, vermelha ou roxa)
- Dor lateral (nos flancos) abaixo das costelas.
- Perda de peso
- Fadiga
- Febre intermitente

## Classificação
Primários

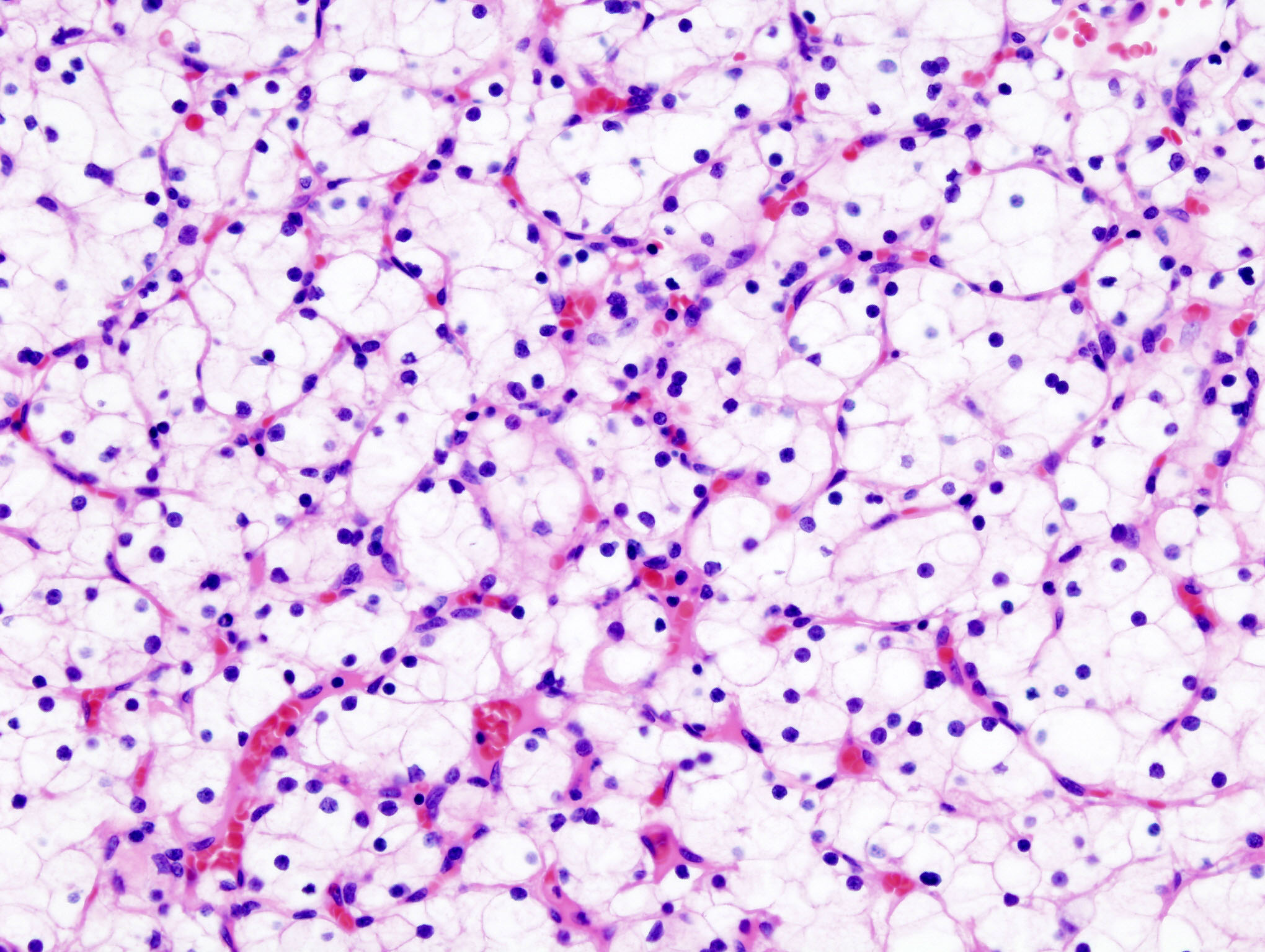
Carcinoma renal de células claras, vistos ao microscópio tingidos com H&E

- Carcinoma de células renais (90% dos casos)
  - Carcinoma de células claras (60 a 80% dos casos): Genético e mais comum em homens com mais de 60 anos. Podem ser classificados em crescimento lento (grau 1) até crescimento rápido (grau 4).
  - Carcinoma papilar ou cromofílico (10 a 15% dos casos): O tipo 1 é menos agressivo e o tipo 2 mais agressivo. Podem ser tratados de forma similar ao de células claras.
  - Carcinoma renal cromófobo/oncocitoma (4 a 5% dos casos): O menos agressivo, tem crescimento lento e dificilmente se dissemina. Ao  microscópio possui células grandes que não se tingem com H&E (por isso são cromófobos).
  - Carcinoma dos ductos coletores/carcinoma dos ducto de Bellini (menos de 1%): Seus sintomas, evolução e tratamentos são mais similares aos dos cânceres de vias urinárias como o câncer de bexiga.

- Carcinoma urotelial/Carcinoma de células transicionais (5 a 10%): Aparece na pelve renal, o centro do rim que coleta a urina, seus sintomas, evolução e tratamentos são similares aos dos câncer de uréter e bexiga.
- Câncer renal sarcomatoide (1 a 5% dos casos): Variação dos carcinomas renais mais agressiva e difícil de tratar, parecem com fibrossarcomas ao microscópio. Tem poucos sintomas, sendo diagnosticado apenas em estágios avançados.[12]
- Tumor de Wilms/Nefroblastoma (menos de 1%): Ao contrários dos outros tipos de cânceres renais, o tumor de Wilms quase sempre afeta crianças menores de 5 anos e é mais comum em meninas. Está associado a mutações genéticas.[13]

No estágio IV (câncer avançado) podem dar metástase para fígado, ossos e/ou pulmão.
Secundários
Os cânceres secundários resultam de metástases de um câncer originado em algum outro local do corpo. Geralmente se originam em:
- Pulmão;
- Mama;
- Estômago ou;
- Pâncreas.

## Factores de risco
- Obesidade
- Tabagismo
- Insuficiência renal
- Mais de 40 anos
- Hipertensão arterial
- Predisposição genética (Histórico familiar de câncer renal, Doença de Von Hippel-Lindau , Síndrome de Birt-Hogg-Dubé, Esclerose tuberosa ou Leiomiomatose familiar)

Exposição prolongada a  asbestos, cádmio

## Tratamento
Frequentemente envolve remover uma parte ou todo o rim afetado (nefrectomia). Quando não é recomendado removê-lo pode-se destruir o tumor com ablação congelando ou queimando as células. Radioterapia e imunoterapia também podem ser usados.